# Calendrier de la saison de cyclo-cross masculine 2017-2018
Navigation
2016-2017 2018-2019
Le calendrier de la saison de cyclo-cross masculine 2017-2018 regroupe des courses de cyclo-cross débutant le 5 août 2017 et finissant le 25 février 2018. Les épreuves individuelles sont classées en cinq catégories. La plus haute catégorie regroupe les épreuves de la coupe du monde (CDM), qui donne lieu à un classement. Derrière elles, on retrouve les courses de catégorie C1 et C2, qui attribuent des points pour le classement mondial, ensuite les courses réservées aux moins de 23 ans, appelés également espoirs (catégorie CU) et enfin les courses pour les juniors (catégorie CJ). On retrouve également les championnats nationaux (CN) qui sont organisés dans une trentaine de pays.

## Classements UCI
| # | Coureur | Pays | Pts |
| - | ------- | ---- | --- |

| # | Nation | Pts |
| - | ------ | --- |

| # | Nation | Pts |
| - | ------ | --- |

| # | Coureur | Pays | Pts |
| - | ------- | ---- | --- |

| # | Nation | Pts |
| - | ------ | --- |

## Calendrier

### Août
| Date | Course                                        | Classe | Vainqueur        | Équipe |
| ---- | --------------------------------------------- | ------ | ---------------- | ------ |
| 26   | Cyclo-cross National Series Round 5, Victoria | C2     | Chris Jongewaard |        |
| 27   | Cyclo-cross National Series Round 6, Victoria | C2     | Garry Millburn   |        |

### Septembre
| Date | Course                                             | Classe | Vainqueur            | Équipe                         |
| ---- | -------------------------------------------------- | ------ | -------------------- | ------------------------------ |
| 3    | QianSen Trophy Fengtai Changxindian, Pékin         | C1     | Yorben van Tichelt   | ERA Real Estate-Circus         |
| 6    | QianSen Trophy Yanqing, Pékin                      | C1     | Yorben van Tichelt   | ERA Real Estate-Circus         |
| 9    | Rochester Cyclocross #1, Rochester                 | C1     | Stephen Hyde         | Cannondale P/B Cyclocrossworld |
| 10   | Brico Cross Eecklo, Eeklo                          | C1     | Mathieu van der Poel | Beobank-Corendon               |
| 10   | Rochester Cyclocross #2, Rochester                 | C2     | Kerry Werner         | Kona Factory CX Team           |
| 15   | Jingle Cross #1, Iowa City                         | C1     | Laurens Sweeck       | ERA Real Estate-Circus         |
| 17   | Coupe du monde de cyclo-cross #1, Iowa City        | CDM    | Mathieu van der Poel | Beobank-Corendon               |
| 17   | Jingle Cross #2, Iowa City                         | C2     | Gianni Vermeersch    | Team Steylaerts                |
| 17   | EKZ Cross Tour #1, Baden                           | C1     | Klaas Vantornout     | Marlux-Napoleon Games          |
| 20   | Clif Bar CrossVegas, Las Vegas                     | C1     | Laurens Sweeck       | ERA Real Estate-Circus         |
| 22   | Trek CXC Cup, Waterloo                             | C2     | Mathieu van der Poel | Beobank-Corendon               |
| 24   | Radcross Illnau, Illnau                            | C2     | David van der Poel   | Beobank-Corendon               |
| 24   | Coupe du monde de cyclo-cross #2, Waterloo         | CDM    | Mathieu van der Poel | Beobank-Corendon               |
| 28   | Toi Toi Cup #1, Slaný                              | C1     | Philipp Walsleben    | Beobank-Corendon               |
| 29   | KMC Cross Fest #1, Thompsonville                   | C1     | Tobin Ortenblad      | Santa Cruz Factory Racing      |
| 30   | Soudal Classics - Grand Prix de Neerpelt, Neerpelt | C2     | Laurens Sweeck       | ERA Real Estate-Circus         |
| 30   | GP Poprad, Poprad                                  | C2     | Marek Konwa          |                                |
| 30   | West Sacramento Cyclocross GP #1, West Sacramento  | C2     | Anthony Clark        | Squid Squad                    |

### Octobre
| Date | Course                                                               | Classe | Vainqueur            | Équipe                             |
| ---- | -------------------------------------------------------------------- | ------ | -------------------- | ---------------------------------- |
| 1    | Superprestige juniors #1, Gieten                                     | CJ     | Ryan Kamp            |                                    |
| 1    | Superprestige espoirs #1, Gieten                                     | CU     | Jens Dekker          | Beobank-Corendon                   |
| 1    | Superprestige #1, Gieten                                             | C1     | Mathieu van der Poel | Beobank-Corendon                   |
| 1    | EKZ Cross Tour #2, Berne                                             | C2     | Marcel Wildhaber     | Scott-SRAM                         |
| 1    | KMC Cross Fest #2, Thompsonville                                     | C1     | Tobin Ortenblad      | Santa Cruz Factory Racing          |
| 1    | West Sacramento Cyclocross GP #2, West Sacramento                    | C2     | Lance Haidet         | Donnelly sports                    |
| 7    | Brico Cross Berencross, Meulebeke                                    | C2     | Mathieu van der Poel | Beobank-Corendon                   |
| 7    | Toi Toi Cup #2, Jabkenice                                            | C2     | Tomáš Paprstka       | Expres CZ - Scott Team Kolin       |
| 7    | Charm City Cross #1, Baltimore                                       | C2     | Tobin Ortenblad      | Santa Cruz Factory Racing          |
| 8    | Kronborg Cyclocross, Helsingor                                       | C2     | David Eriksson       |                                    |
| 8    | Cyclocross Rakova, Raková                                            | C2     | Tomáš Paprstka       | Expres CZ - Scott Team Kolin       |
| 8    | National Trophy Series #1, Derby                                     | C2     | Ian Field            | Hargroves Cycles                   |
| 8    | Cyclo-Cross International de la Solidarité de Lutterbach, Lutterbach | C2     | David van der Poel   | Beobank-Corendon                   |
| 8    | Trophée des AP Assurances juniors #1, Ronse                          | CJ     | Loris Rouiller       |                                    |
| 8    | Trophée des AP Assurances espoirs #1, Ronse                          | CU     | Eli Iserbyt          | Marlux-Napoleon Games              |
| 8    | Trophée des AP Assurances #1, Ronse                                  | C1     | Lars van der Haar    | Telenet-Fidea Lions                |
| 8    | Charm City Cross #2, Baltimore                                       | C1     | Stephen Hyde         | Cannondale p/b CyclocrossWorld.com |
| 9    | Ibaraki Cyclo-cross Toride round, Nakauchi                           | C1     | Hikaru Kosaka        |                                    |
| 14   | Toi Toi Cup #3, Hlinsko                                              | C2     | Tomáš Paprstka       | Expres CZ - Scott Team Kolin       |
| 14   | Brico Cross Polderscross, Kruibeke                                   | C2     | Mathieu van der Poel | Beobank-Corendon                   |
| 14   | CRAFT Sportswear Gran Prix of Gloucester #1, Gloucester              | C2     | Tobin Ortenblad      | Santa Cruz Factory Racing          |
| 14   | US Open of Cyclocross #1, Boulder City                               | C2     | James Driscoll       | Donnelly Cycling Cyclocross Team   |
| 15   | Coupe de France de cyclo-cross juniors #1, Besançon                  | CJ     | Joris Delbove        | UV Aube-Club Champagne Charlott    |
| 15   | Coupe de France de cyclo-cross espoirs #1, Besançon                  | CU     | Joshua Dubau         | Team Peltrax - Braquet Libre       |
| 15   | Coupe de France de cyclo-cross #1, Besançon                          | C1     | Steve Chainel        | Team Chazal Canyon                 |
| 15   | Superprestige juniors #2, Zonhoven                                   | CJ     | Pim Ronhaar          |                                    |
| 15   | Superprestige espoirs #2, Zonhoven                                   | CU     | Jens Dekker          | Beobank-Corendon                   |
| 15   | Superprestige #2, Zonhoven                                           | C1     | Mathieu van der Poel | Beobank-Corendon                   |
| 15   | EKZ CrossTour #3, Aigle                                              | C2     | Marcel Wildhaber     | Scott-SRAM                         |
| 15   | US Open of Cyclocross #2, Boulder City                               | C2     | Garry Millburn       |                                    |
| 15   | CRAFT Sportswear Gran Prix of Gloucester #2, Gloucester              | C2     | Tobin Ortenblad      | Santa Cruz Factory Racing          |
| 19   | Kermiscross, Ardooie                                                 | C2     | Wout van Aert        | Verandas Willems-Crelan            |
| 21   | Superprestige juniors #3, Boom                                       | C1     | Xander Geysels       |                                    |
| 21   | Superprestige espoirs #3, Boom                                       | C1     | Thomas Pidcock       | Telenet-Fidea Lions                |
| 21   | Superprestige #3, Boom                                               | C1     | Wout van Aert        | Verandas Willems-Crelan            |
| 21   | Cyclocross International Podbrezová, Podbrezová                      | C2     | Tomáš Paprstka       | Expres CZ - Scott Team Kolin       |
| 21   | The Silver Goose #1, Midland                                         | C2     | Jack Kisseberth      |                                    |
| 21   | DCCX #1, Washington DC                                               | C2     | Kerry Werner         | Kona Factory CX Team               |
| 22   | Coupe du monde de cyclo-cross juniors #1, Coxyde                     | CJ     | Pim Ronhaar          |                                    |
| 22   | Coupe du monde de cyclo-cross espoirs #1, Coxyde                     | CU     | Thomas Pidcock       | Telenet-Fidea Lions                |
| 22   | Coupe du monde de cyclo-cross #3, Coxyde                             | CDM    | Mathieu van der Poel | Beobank-Corendon                   |
| 22   | Cyclo-cross de Balan Ardennes, Balan                                 | C2     | Braam Merlier        | Steylaerts-Betfirst                |
| 22   | Stockholm Cyclo Cross, Stockholm                                     | C2     | Martin Eriksson      |                                    |
| 22   | Tage des Querfeldeinsports, Ternitz                                  | C2     | Martin Haring        |                                    |
| 22   | DCCX #2, Washington DC                                               | C2     | Kerry Werner         | Kona Factory CX Team               |
| 22   | The Silver Goose #2, Midland                                         | C2     | Jack Kisseberth      |                                    |
| 24   | Nacht van Woerden, Woerden                                           | C2     | Lars van der Haar    | Telenet-Fidea Lions                |
| 28   | GP Dolná Krupa, Dolná Krupá                                          | C2     | Martin Haring        |                                    |
| 28   | Ziklo Kross Laudio, Llodio                                           | C2     | Felipe Orts          | Ginestar-Delikia-Ridley            |
| 28   | De Grote Prijs van Brabant, Bois-le-Duc                              | C1     | Mathieu van der Poel | Beobank-Corendon                   |
| 28   | Toi Toi Cup #4, Holé Vrchy                                           | C2     | Tomáš Paprstka       | Expres CZ - Scott Team Kolin       |
| 28   | Cincinnati Cross @ Devou Park, Covington                             | C1     | Stephen Hyde         | Cannondale p/b CyclocrossWorld.com |
| 28   | HPCX #1, Jamesburg                                                   | C2     | Jack Kisseberth      |                                    |
| 29   | TOHOKU CX Project Inawashiro Round, Inawashiro                       | C2     | Hikaru Kosaka        |                                    |
| 29   | Grand-Prix de la Commune de Contern, Contern                         | C2     | Daan Soete           | Telenet-Fidea Lions                |
| 29   | National Trophy Series #2, Abergavenny                               | C1     | Thomas Pidcock       | Telenet-Fidea Lions                |
| 29   | GP Trnava, Trnava                                                    | C2     | Martin Haring        |                                    |
| 29   | Trofeo Ayuntamiento de Muskiz, Muskiz                                | C2     | Annulé               |                                    |
| 29   | EKZ CrossTour #4, Hittnau                                            | C1     | Marcel Meisen        | Steylaerts-Betfirst                |
| 29   | Superprestige juniors #4, Ruddervoorde                               | C1     | Ryan Kamp            |                                    |
| 29   | Superprestige espoirs #4, Ruddervoorde                               | C1     | Jens Dekker          | Beobank-Corendon                   |
| 29   | Superprestige #4, Ruddervoorde                                       | C1     | Mathieu van der Poel | Beobank-Corendon                   |
| 29   | Harbin Park International, Cincinnati                                | C2     | Stephen Hyde         | Cannondale p/b CyclocrossWorld.com |
| 29   | HPCX #2, Jamesburg                                                   | C2     | Scott Smith          |                                    |

### Novembre
| Date | Course                                                                    | Classe | Vainqueur                | Équipe                                |
| ---- | ------------------------------------------------------------------------- | ------ | ------------------------ | ------------------------------------- |
| 1    | Trophée des AP Assurances juniors #2, Audenarde                           | CJ     | Ben Tulett               |                                       |
| 1    | Trophée des AP Assurances espoirs #2, Audenarde                           | CU     | Thomas Pidcock           | Telenet-Fidea Lions                   |
| 1    | Trophée des AP Assurances #2, Audenarde                                   | C1     | Mathieu van der Poel     | Beobank-Corendon                      |
| 1    | Gran Premio Mamma E Papa Guerciotti AM, Milan                             | C2     | Marcel Meisen            | Steylaerts-Betfirst                   |
| 3    | Starlight-cross, Chiba                                                    | C2     | Kohei Maeda              |                                       |
| 4    | The Derby City Cup, Louisville                                            | C1     | Stephen Hyde             | Cannondale p/b CyclocrossWorld.com    |
| 5    | Cyclo-cross de Karrantza, Karrantza                                       | C2     | Vincent Baestaens        |                                       |
| 5    | Championnats d'Europe de cyclo-cross juniors, Tábor                       | CJ     | Loris Rouiller           |                                       |
| 5    | Championnats d'Europe de cyclo-cross espoirs, Tábor                       | CU     | Eli Iserbyt              | Marlux-Napoleon Games                 |
| 5    | Championnats d'Europe de cyclo-cross, Tábor                               | CC     | Mathieu van der Poel     | Beobank-Corendon                      |
| 5    | Championnats panaméricains de cyclo-cross juniors, Louisville             | CJ     | Benjamin Gomez-Villafañe |                                       |
| 5    | Championnats panaméricains de cyclo-cross espoirs, Louisville             | CU     | Gage Hecht               |                                       |
| 5    | Championnats panaméricains de cyclo-cross, Louisville                     | CC     | Stephen Hyde             | Cannondale-Cyclocrossworld.com        |
| 11   | Toi Toi Cup #5, Uničov                                                    | C2     | Daan Soete               | Telenet-Fidea Lions                   |
| 11   | SOUDAL Classics-Jaarmarktcross, Niel                                      | C2     | Toon Aerts               | Telenet-Fidea Lions                   |
| 11   | The Northampton International #1, Northampton                             | C2     | Curtis White             | Cannondale p/b CyclocrossWorld.com    |
| 12   | Superprestige juniors #5, Gavere                                          | CJ     | Pim Ronhaar              |                                       |
| 12   | Superprestige espoirs #5, Gavere                                          | CU     | Thomas Pidcock           | Telenet-Fidea Lions                   |
| 12   | Superprestige #5, Gavere                                                  | C1     | Wout van Aert            | Verandas Willems-Crelan               |
| 12   | Coupe de France de cyclo-cross juniors #2, La Mézière                     | CJ     | Benjamin Rivet           | UC Condat                             |
| 12   | Coupe de France de cyclo-cross espoirs #2, La Mézière                     | CU     | Joshua Dubau             | Team Peltrax - Braquet Libre          |
| 12   | Coupe de France de cyclo-cross #2, La Mézière                             | C1     | Francis Mourey           | Fortuneo-Oscaro                       |
| 12   | Flückiger Cross Madiswil, Madiswil                                        | C2     | Lars Forster             | BMC MTB Racing Team                   |
| 12   | National Trophy Series #3, Shrewsbury                                     | C2     | Ian Field                | Hargroves Cycles                      |
| 12   | Basqueland Zkrosa, Elorrio                                                | C2     | Felipe Orts              | Ginestar-Delikia-Ridley               |
| 12   | GP Košice, Košice                                                         | C2     | Martin Haring            |                                       |
| 12   | Cyntery Hurtland, Tulsa                                                   | C2     | Cody Kaiser              | LangeTwins / Specialized              |
| 12   | The Northampton International #2, Northampton                             | C2     | Curtis White             | Cannondale p/b CyclocrossWorld.com    |
| 18   | Supercross #1, Suffern                                                    | C2     | Kerry Werner             | Kona Factory CX Team                  |
| 18   | Major Taylor Cross Cup #1, Indianapolis                                   | C2     | Gage Hecht               | Alpha Bicycle Company – Groove Subaru |
| 18   | CXLA Weekend #1, Los Angeles                                              | C2     | Tobin Ortenblad          | Santa Cruz / Donkey Label             |
| 19   | KANSAI Cyclo Cross MAKINO Round, Takashima                                | C2     | Hikaru Kosaka            |                                       |
| 19   | GP Lambach, Stadl-Paura                                                   | C2     | Thijs van Amerongen      | Destil-Piels                          |
| 19   | Coupe du monde de cyclo-cross juniors #2, Bogense                         | CJ     | Tomáš Kopecký            |                                       |
| 19   | Coupe du monde de cyclo-cross espoirs #2, Bogense                         | CU     | Thomas Pidcock           | Telenet-Fidea Lions                   |
| 19   | Coupe du monde de cyclo-cross #4, Bogense                                 | CDM    | Mathieu van der Poel     | Beobank-Corendon                      |
| 19   | Supercross #2, Suffern                                                    | C2     | Curtis White             | Cannondale p/b CyclocrossWorld.com    |
| 19   | Major Taylor Cross Cup #2, Indianapolis                                   | C2     | Michael van den Ham      | Garneau – Easton Cycling              |
| 19   | CXLA Weekend #2, Los Angeles                                              | C2     | Tobin Ortenblad          | Santa Cruz / Donkey Label             |
| 25   | Rapha Supercross Nobeyama #1, Minamimaki                                  | C2     | Emil Hekele              |                                       |
| 25   | Coupe du monde de cyclo-cross juniors #3, Zeven                           | CJ     | Pim Ronhaar              |                                       |
| 25   | Coupe du monde de cyclo-cross espoirs #3, Zeven                           | CU     | Eli Iserbyt              | Marlux-Napoleon Games                 |
| 25   | Coupe du monde de cyclo-cross #5, Zeven                                   | CDM    | Wout van Aert            | Verandas Willems-Crelan               |
| 26   | Rapha Supercross Nobeyama #2, Minamimaki                                  | C2     | Chris Jongewaard         |                                       |
| 26   | Trophée des AP Assurances juniors #3, Hamme                               | CJ     | Loris Rouiller           |                                       |
| 26   | Trophée des AP Assurances espoirs #3, Hamme                               | CU     | Eli Iserbyt              | Marlux-Napoleon Games                 |
| 26   | Trophée des AP Assurances #3, Hamme                                       | C1     | Mathieu van der Poel     | Beobank-Corendon                      |
| 26   | National Trophy Series #4, Gravesend                                      | C2     | Braam Merlier            | Steylaerts-Betfirst                   |
| 26   | International Cyclocross Selle SMP -8° Trof.Cop.ed.Brugherio82, Brugherio | C2     | Gioele Bertolini         | Selle Italia Guerciotti               |

### Décembre
| Date | Course                                                          | Classe | Vainqueur                | Équipe                    |
| ---- | --------------------------------------------------------------- | ------ | ------------------------ | ------------------------- |
| 2    | Toi Toi Cup #6, Jabkenice                                       | C2     | Marek Konwa              |                           |
| 2    | Cyclocross International Nyon, Nyon                             | C2     | Clément Venturini        | Cofidis                   |
| 2    | SOUDAL Classics Hasselt, Hasselt                                | C1     | Corné van Kessel         | Telenet-Fidea Lions       |
| 2    | Ruts N Guts #1, Broken Arrow                                    | C1     | Tobin Ortenblad          | Santa Cruz Factory Racing |
| 2    | NBX Gran Prix of Cross #1, Warwick                              | C2     | Jeremy Powers            | Aspire Racin              |
| 3    | Utsunomiya cyclo cross series, Utsunomiya                       | C2     | Felipe Orts              | Ginestar-Delikia-Ridley   |
| 3    | Coupe de France de cyclo-cross juniors #3, Jablines             | C1     | Benjamin Rivet           | UC Condat                 |
| 3    | Coupe de France de cyclo-cross espoirs #3, Jablines             | C1     | Yan Gras                 | Team Chazal Canyon        |
| 3    | Coupe de France de cyclo-cross #3, Jablines                     | C1     | Fabien Canal             |                           |
| 3    | Zilvermeercross, Mol                                            | C2     | David van der Poel       | Beobank-Corendon          |
| 3    | Cyclocross International Sion-Valais, Sion                      | C2     | Clément Venturini        | Cofidis                   |
| 3    | Ruts N Guts #2, Broken Arrow                                    | C2     | Tobin Ortenblad          | Santa Cruz Factory Racing |
| 3    | NBX Gran Prix of Cross #2, Warwick                              | C2     | Justin Lindine           |                           |
| 6    | Ciclocros Joan Soler, Manlleu                                   | C2     | Felipe Orts              | Ginestar-Delikia-Ridley   |
| 8    | Trofeo San Andres de Ciclo-cross, Ametzaga de Zuia              | C2     | Javier Ruiz de Larrinaga |                           |
| 8    | Gran Premi Les Franqueses del Valles, Les Franqueses del Vallès | C2     | Ismael Esteban           | Ginestar-Delikia          |
| 8    | Ciclocross del Ponte, Trévise                                   | C2     | Gioele Bertolini         | Selle Italia Guerciotti   |
| 9    | Toi Toi Cup #7, Kolín                                           | C1     | David van der Poel       | Beobank-Corendon          |
| 9    | Gran Premio Luzinis, Gorizia                                    | C2     | Gioele Bertolini         | Selle Italia Guerciotti   |
| 9    | Trophée des AP Assurances juniors #4, Essen                     | C1     | Jarno Bellens            |                           |
| 9    | Trophée des AP Assurances espoirs #4, Essen                     | C1     | Eli Iserbyt              | Marlux-Napoleon Games     |
| 9    | Trophée des AP Assurances #4, Essen                             | C1     | Mathieu van der Poel     | Beobank-Corendon          |
| 9    | North Carolina Grand Prix - Race #1, Hendersonville             | C2     | Kerry Werner             | Kona                      |
| 9    | Resolution Cross Cup - Race #1, Garland                         | C2     | Tobin Ortenblad          | Santa Cruz Factory Racing |
| 10   | Druivencross, Overijse                                          | C1     | Mathieu van der Poel     | Beobank-Corendon          |
| 10   | National Trophy Series #5, Bradford                             | C2     | Braam Merlier            | Steylaerts-Betfirst       |
| 10   | XL Ziklo Kross Igorre, Igorre                                   | C2     | Wietse Bosmans           | ERA Real Estate-Circus    |
| 10   | EKZ CrossTour #5, Eschenbach                                    | C1     | Marcel Meisen            | Steylaerts-Betfirst       |
| 10   | North Carolina Grand Prix - Race #2, Hendersonville             | C2     | Kerry Werner             | Kona                      |
| 10   | Resolution Cross Cup - Race #2, Garland                         | C2     | Tobin Ortenblad          | Santa Cruz Factory Racing |
| 16   | Trophée des AP Assurances juniors #5, Anvers                    | C1     | Wout Vervoort            |                           |
| 16   | Trophée des AP Assurances espoirs #5, Anvers                    | C1     | Eli Iserbyt              | Marlux-Napoleon Games     |
| 16   | Trophée des AP Assurances #5, Anvers                            | C1     | Mathieu van der Poel     | Beobank-Corendon          |
| 17   | Cyclo-Cross Internacional Ciudad de Valencia, Valence           | C2     | Felipe Orts              | Ginestar-Delikia-Ridley   |
| 17   | Coupe du monde de cyclo-cross juniors #4, Namur                 | CDM    | Loris Rouiller           |                           |
| 17   | Coupe du monde de cyclo-cross espoirs #4, Namur                 | CDM    | Thomas Pidcock           | Telenet-Fidea Lions       |
| 17   | Coupe du monde de cyclo-cross #6, Namur                         | CDM    | Wout van Aert            | Verandas Willems-Crelan   |
| 23   | SOUDAL Classics - Waaslandcross, Sint-Niklaas                   | C2     | Wout van Aert            | Verandas Willems-Crelan   |
| 26   | Internationales Radquer Dagmersellen, Dagmersellen              | C2     | Lars Forster             | BMC MTB Racing Team       |
| 26   | Coupe du monde de cyclo-cross juniors #5, Heusden-Zolder        | CDM    | Tomáš Kopecký            |                           |
| 26   | Coupe du monde de cyclo-cross espoirs #5, Heusden-Zolder        | CDM    | Thomas Pidcock           | Telenet-Fidea Lions       |
| 26   | Coupe du monde de cyclo-cross #7, Heusden-Zolder                | CDM    | Mathieu van der Poel     | Beobank-Corendon          |
| 28   | Trophée des AP Assurances juniors #6, Loenhout                  | C1     | Ryan Cortjens            |                           |
| 28   | Trophée des AP Assurances espoirs #6, Loenhout                  | C1     | Eli Iserbyt              | Marlux-Napoleon Games     |
| 28   | Trophée des AP Assurances #6, Loenhout                          | C1     | Mathieu van der Poel     | Beobank-Corendon          |
| 29   | Brico Cross Versluys Cyclocross, Bredene                        | C2     | Wout van Aert            | Verandas Willems-Crelan   |
| 30   | Coupe de France de cyclo-cross #4, Flamanville                  | C1     | Yan Gras                 | Team Chazal Canyon        |
| 30   | Coupe de France de cyclo-cross #4, Flamanville                  | C1     | Clément Venturini        | Cofidis                   |
| 30   | Superprestige juniors #6, Diegem                                | C1     | Loris Rouiller           |                           |
| 30   | Superprestige espoirs #6, Diegem                                | C1     | Thomas Pidcock           | Telenet-Fidea Lions       |
| 30   | Superprestige #6, Diegem                                        | C1     | Mathieu van der Poel     | Beobank-Corendon          |

### Janvier
| Date | Course                                                              | Classe | Vainqueur             | Équipe                        |
| ---- | ------------------------------------------------------------------- | ------ | --------------------- | ----------------------------- |
| 1    | Trophée des AP Assurances juniors #7, Baal                          | C1     | Loris Rouiller        |                               |
| 1    | Trophée des AP Assurances espoirs #7, Baal                          | C1     | Eli Iserbyt           | Marlux-Bingoal                |
| 1    | Trophée des AP Assurances #7, Baal                                  | C1     | Mathieu van der Poel  | Corendon-Circus               |
| 1    | Grand-Prix Hotel Threeland, Pétange                                 | C2     | Marcel Meisen         | Steylaerts-Betfirst           |
| 2    | EKZ CrossTour #6, Meilen                                            | C1     | Quinten Hermans       | Telenet-Fidea Lions           |
| 6    | Abadinoko Udala Saria Ziklokrosa, Abadino                           | C2     | Felipe Orts           | Ginestar-Delikia-Ridley       |
| 6    | Cyclo Cross Huijbergen, Huijbergen                                  | C2     | Twan van den Brand    | ZZPR.nl-HanClean-OrangeBabies |
| 7    | SOUDAL Classics - Leuven, Louvain                                   | C1     | Corné van Kessel      | Telenet-Fidea Lions           |
| 7    | National Trophy Series #6, Ipswich                                  | C2     | Braam Merlier         | Steylaerts-Betfirst           |
| 7    | Cyclo-cross International du Mingant, Lanarvily                     | C2     | Annulé                |                               |
| 15   | Cyclocross Otegem, Otegem                                           | C2     | Mathieu van der Poel  | Corendon-Circus               |
| 20   | Kasteelcross Zonnebeke, Zonnebeke                                   | C2     | Wietse Bosmans        | ERA-Circus                    |
| 21   | Ciclocrosse Internacional de Valongo, Valongo                       | C2     | Vítor Santos          |                               |
| 21   | Gran Premio di Ciclocross Città di Vittorio Veneto, Vittorio Veneto | C2     | Cristian Cominelli    |                               |
| 21   | Grand Prix Möbel Alvisse, Leudelange                                | C2     | Dieter Vanthourenhout | Marlux-Bingoal                |
| 21   | Coupe du monde de cyclo-cross juniors #6, Nommay                    | CDM    | Mees Hendricx         |                               |
| 21   | Coupe du monde de cyclo-cross espoirs #6, Nommay                    | CDM    | Thijs Aerts           | Telenet-Fidea Lions           |
| 21   | Coupe du monde de cyclo-cross #8, Nommay                            | CDM    | Mathieu van der Poel  | Corendon-Circus               |
| 27   | International Cyclocross Rucphen, Rucphen                           | C2     | David van der Poel    | Corendon-Circus               |
| 28   | Coupe du monde de cyclo-cross juniors #7, Hoogerheide               | CDM    | Niels Vandeputte      |                               |
| 28   | Coupe du monde de cyclo-cross espoirs #7, Hoogerheide               | CDM    | Eli Iserbyt           | Marlux-Bingoal                |
| 28   | Coupe du monde de cyclo-cross #9, Hoogerheide                       | CDM    | Mathieu van der Poel  | Corendon-Circus               |

### Février
| Date | Course                                                   | Classe | Vainqueur              | Équipe                  |
| ---- | -------------------------------------------------------- | ------ | ---------------------- | ----------------------- |
| 3    | Championnats du monde de cyclo-cross juniors, Fauquemont | CM     | Ben Tulett             |                         |
| 4    | Championnats du monde de cyclo-cross espoirs, Fauquemont | CM     | Eli Iserbyt            | Marlux-Bingoal          |
| 4    | Championnats du monde de cyclo-cross, Fauquemont         | CM     | Wout van Aert          | Verandas Willems-Crelan |
| 7    | Brico Cross Parkcross Maldegem, Maldegem                 | C2     | Laurens Sweeck         | ERA Real Estate-Circus  |
| 10   | Trophée des AP Assurances juniors #8, Lille              | CJ     | Niels Vandeputte       |                         |
| 10   | Trophée des AP Assurances espoirs #8, Lille              | CU     | Eli Iserbyt            | Marlux-Bingoal          |
| 10   | Trophée des AP Assurances #8, Lille                      | C1     | Mathieu van der Poel   | Corendon-Circus         |
| 11   | Superprestige juniors #7, Hoogstraten                    | CJ     | Ryan Kamp              |                         |
| 11   | Superprestige espoirs #7, Hoogstraten                    | CU     | Eli Iserbyt            | Marlux-Bingoal          |
| 11   | Superprestige #7, Hoogstraten                            | C1     | Mathieu van der Poel   | Corendon-Circus         |
| 17   | Superprestige juniors #8, Middelkerke                    | CJ     | Niels Vandeputte       |                         |
| 17   | Superprestige espoirs #8, Middelkerke                    | CU     | Thomas Pidcock         | Telenet-Fidea Lions     |
| 17   | Superprestige #8, Middelkerke                            | C1     | Mathieu van der Poel   | Corendon-Circus         |
| 18   | Brico Cross Vestingcross, Hulst                          | C2     | Mathieu van der Poel   | Corendon-Circus         |
| 21   | SOUDAL Classics Masters - Waregem                        | C1     | Mathieu van der Poel   | Corendon-Circus         |
| 24   | Kleicross, Lebbeke                                       | C2     | Michael Vanthourenhout | Marlux-Bingoal          |
| 25   | Internationale Sluitingsprijs, Oostmalle                 | C1     | Mathieu van der Poel   | Corendon-Circus         |

## Championnats nationaux (CN)
| Nation             | Date             | Élites                    | Moins de 23 ans     | Juniors                  |
| ------------------ | ---------------- | ------------------------- | ------------------- | ------------------------ |
| Allemagne          | 14 janvier 2018  | Marcel Meisen             | Max Möbis           | Tom Lindner              |
| Australie          | 5 août 2017      | Chris Jongewaard          | Jayden Ward         | Zach Larsson             |
| Autriche           | 7 janvier 2018   | Gregor Raggl              |                     |                          |
| Belgique           | 14 janvier 2018  | Wout van Aert             | Thijs Aerts         | Jarno Bellens            |
| Canada             | 28 octobre 2017  | Michael van den Ham       | Raphaël Auclair     | Tyler Clark              |
| Croatie            | 14 janvier 2018  | Matija Meštrić            |                     | Roko Fržop               |
| Danemark           | 14 janvier 2018  | Sebastian Fini Carstensen | Jonas Lindberg      | Joshua Amos Gudnitz      |
| Espagne            | 14 janvier 2018  | Ismael Esteban            | Jofre Cullell       | Carlos Canal             |
| Estonie            | 14 octobre 2017  | Martin Loo                | Siim Kiskonen       |                          |
| États-Unis         | 14 janvier 2018  | Stephen Hyde              | Christopher Blevins | Benjamin Gomez-Villafañe |
| Finlande           | 29 octobre 2017  | Sasu Halme                |                     | Niko Heikkilä            |
| France             | 14 janvier 2018  | Steve Chainel             | Lucas Dubau         | Benjamin Rivet           |
| Grande-Bretagne    | 14 janvier 2018  | Grant Ferguson            | Thomas Pidcock      | Sean Flynn               |
| Hongrie            | 14 janvier 2018  | Zsolt Búr                 |                     | Balázs Vas               |
| Irlande            | 14 janvier 2018  | Darnell Moore             |                     | Thomas Creighton         |
| Islande            | 11 novembre 2017 | Ingvar Ómarsson           |                     |                          |
| Italie             | 6 janvier 2018   | Luca Braidot              | Jakob Dorigoni      | Filippo Fontana          |
| Japon              | 10 décembre 2017 | Hikaru Kosaka             | Hijiri Oda          | Kotaro Murakami          |
| Luxembourg         | 13 janvier 2018  | Sören Nissen              | Félix Schreiber     | Nicolas Kess             |
| Norvège            | 12 novembre 2017 | Tobias Johannessen        |                     | Søren Wærenskjold        |
| Pays-Bas           | 14 janvier 2018  | Mathieu van der Poel      | Joris Nieuwenhuis   | Ryan Kamp                |
| Pologne            | 14 janvier 2018  | Marek Konwa               | Piotr Kryński       |                          |
| Portugal           | 14 janvier 2018  | Mário Miranda Costa       |                     | Guilherme Mota           |
| République-tchèque | 13 janvier 2018  | Michael Boroš             |                     |                          |
| Slovaquie          | 2 décembre 2017  | Martin Haring             |                     | Lukáš Kubiš              |
| Slovénie           | 2 décembre 2017  | Luka Mezgec               |                     |                          |
| Suède              | 13 janvier 2018  | Martin Eriksson           |                     | Anton Niederbach         |
| Suisse             | 14 janvier 2018  | Lars Forster              | Timon Rüegg         | Loris Rouiller           |

## Nombres de victoires

### Par coureur
| #  | Coureur              | Équipe                         | Vict | CDM | SP | TAP |
| -- | -------------------- | ------------------------------ | ---- | --- | -- | --- |
| 1  | Mathieu van der Poel | Corendon-Circus                | 31   | 7   | 6  | 7   |
| 2  | Tobin Ortenblad      | Santa Cruz Factory Racing      | 11   |     |    |     |
| 3  | Wout van Aert        | Verandas Willems-Crelan        | 9    | 2   | 2  |     |
| 4  | Stephen Hyde         | Cannondale p/b CyclocrossWorld | 7    |     |    |     |
| 5  | Kerry Werner         | Kona Factory CX Team           | 6    |     |    |     |
| -  | Felipe Orts          | Ginestar-Delikia-Ridley        | 6    |     |    |     |
| 7  | David van der Poel   | Corendon-Circus                | 5    |     |    |     |
| -  | Tomas Paprstka       | Expres CZ - Scott Team Kolin   | 5    |     |    |     |
| -  | Marcel Meisen        | Steylaerts-Betfirst            | 5    |     |    |     |
| -  | Martin Haring        |                                | 5    |     |    |     |
| 11 | Laurens Sweeck       | ERA Real Estate-Circus         | 4    |     |    |     |
| -  | Hikaru Kosaka        |                                | 4    |     |    |     |